# Eustachys paspaloides
Eustachys paspaloides är en gräsart som först beskrevs av Vahl, och fick sitt nu gällande namn av Domenico Lanza och Giovanni Ettore Mattei. Eustachys paspaloides ingår i släktet Eustachys och familjen gräs. Inga underarter finns listade i Catalogue of Life.

## Bildgalleri

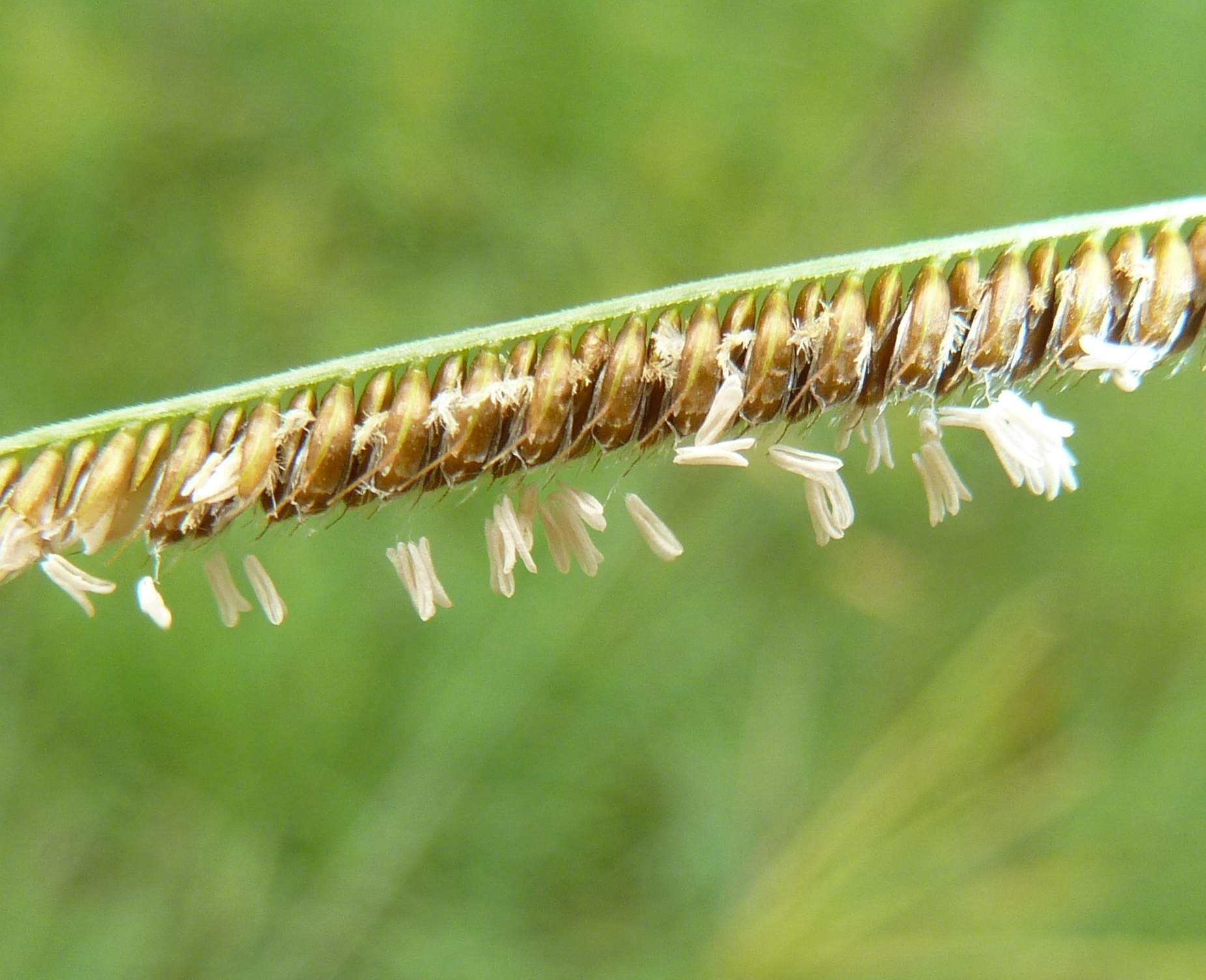